# Hodgkinsonia frutescens
Hodgkinsonia frutescens är en måreväxtart som beskrevs av Cyril Tenison White. Hodgkinsonia frutescens ingår i släktet Hodgkinsonia och familjen måreväxter. Inga underarter finns listade i Catalogue of Life.